# 梁山街道 (重庆市)
梁山街道，是中华人民共和国重庆市梁平区下辖的一个乡镇级行政单位。

## 历史沿革
2011年10月1日，撤销城东乡，将原城东乡云佛村、梦梁村、蓼叶村、天鼓村、金桥村、龙磨村等6个村并入梁山街道。

## 行政区划
梁山街道下辖以下地区：
南华社区、北池社区、大众社区、西池堰社区、双桂社区、石马山社区、文峰社区、清都村、八角村、迎水村、上八村、大福村、沙坝村、东山村、土桥村、时代村、东明村、西池村、石马村、白沙村、罗汉村、群益村、云佛村、梦梁村、蓼叶村、天鼓村、金桥村和龙磨村。